# Infamia (telenovela)
Infamia es una telenovela mexicana producida por Fernando Chacón para la cadena Televisa entre 1981 y 1982. Fue protagonizada por Susana Dosamantes y Julio Alemán, y antagonizada por Hilda Aguirre.

## Argumento
Lidia Santana es una mujer casada con hombre rico y mayor que ella, David Montalvo. Ambos tienen un hijo, Tony. Sin embargo Lidia no es feliz pues David es un hombre frío y hosco, y únicamente se casó con él por despecho, ya que el gran amor de su vida Víctor Andreu la abandonó en su juventud. Un día, mientras Lidia está comprando el regalo de aniversario de bodas para su marido, se encuentra con Víctor. Ambos se sorprenden al encontrarse después de tantos años, pero cada uno vuelve a su casa. Víctor nunca ha dejado de amar a Lidia, piensa mucho en ella a pesar de estar casado con una mujer dulce y cariñosa, Alma, con quien tiene una hija, Lolita. Días después David quien no regresó a casa la noche de su aniversario, decide organizar una fiesta para celebrarlo, aunque ya hayan pasado días. Lidia y Víctor coinciden en esa fiesta, conversan y descubren que jamás han dejado de amarse. Sin embargo, entre los dos se interpondrá Sandra Morgado, una mujer frívola e inescrupulosa que se dice amiga de Alma pero siempre ha estado enamorada de Víctor, y utilizará a Lidia para destruir el matrimonio de Víctor y de paso para sacar a Lidia del camino y quedarse con Víctor.

## Reparto
- Julio Alemán como Víctor Andreu
- Susana Dosamantes como Lidia Santana
- Norma Lazareno como Alma
- Sergio Bustamante como David Montalvo
- Hilda Aguirre como Sandra Morgado
- Nelly Meden como Matilde
- Juan Peláez como Alejandro
- Enrique Becker como  César
- Claudia Guzmán como Dorita
- Angelita Castany como Bárbara
- Carmen Salas como Betty
- Enrique Rubio Dosamantes como Tony
- Alfonso Munguía como Rolando Fuentes
- Karmin Marcelo como Mónica Palacios
- Bárbara Gil como Emilia
- Yolanda Ciani como Elvira Jiménez
- Carlos Cámara como Inspector Carmona
- Luis Torner como Andrés
- Rafael Banquells como Dr. Navarro
- Paulina Lazareno como Lolita Andreu